# Bear River (Portland Canal)
Bear River är ett vattendrag i Kanada.   Det ligger i Regional District of Kitimat-Stikine och provinsen British Columbia, i den västra delen av landet, 3 900 km väster om huvudstaden Ottawa.
I omgivningarna runt Bear River växer i huvudsak barrskog. Trakten runt Bear River är nära nog obefolkad, med mindre än två invånare per kvadratkilometer.